# Archimedes (Unternehmen)
Archimedes  ist ein ehemaliges schwedisches Unternehmen, das als erstes überhaupt 1907 einen Außenbordmotor vorstellte und mit dieser Konstruktion Bekanntheit erlangte. 1973 ist Archimedes in Volvo Penta aufgegangen, nachdem es 1941 zwischenzeitlich von Electrolux aufgekauft wurde.
1912 startete Archimedes mit der Serienproduktion des 2,5 PS starken Balans-motorn (kurz BS), der sehr erfolgreich verkauft und bald durch den doppelt so starken BSII ersetzt wurde. Während einer baltischen Ausstellung in Malmö fuhren die Könige von Schweden und Dänemark mit einem Boot, das von Archimedes-Motoren antrieben wurde. Während der 1930er Jahre dominierte Archimedes den schwedischen Markt der Außenbordmotoren, die Motoren feierten zudem Erfolge bei Schiffsrennen. 